# Projekt Spięcie
Projekt Spięcie – projekt wydawniczy pięciu internetowych magazynów idei, mający na celu walkę ze zjawiskiem baniek filtrujących. W projekcie biorą udział Klub Jagielloński, Kultura Liberalna, Krytyka Polityczna, Magazyn Kontakt oraz Nowa Konfederacja. Magazyny te użyczają sobie nawzajem łamów w celu stymulowania dyskusji pomimo różnic światopoglądowych. W 2018 roku Projekt Spięcie został nagrodzony przez Fundację EFC, w 2020 roku był nominowany do nagrody European Press Prize w kategorii Innowacja. Spotkał się też z zainteresowaniem mediów zagranicznych, pisał o nim między innymi New York Times.